# Nothofagus alpina
Nothofagus alpina, conhecida pelos nomes comuns de raulí, ruili ou roblí, é ua espécies arbórea da família Nothofagaceae presente nos bosques subantárticos do Chile e Argentina, con importancia ecológica e económica. A sobrexploração da sua madeira de qualidade no passado, agravada pelo sobrepastoreio e pelos incêndios florestais recorrentes, conduziu a uma situação crítica para muitas das populações da espécie.

## Descrição

### Morfologia
Nothofagus alpina é uma árvore monóica, caducifólia, frondosa, com até 45 m de altura, com tronco que atinge os 2 m ou mais de diâmetro à altura do peito. O caule é reto e cilíndrico, acinzentado, com ritidoma (casca) fissurado longitudinalmente.
Apresenta folhas alternas, com pecíolos de 3-12 mm de comprimento, com lâmina ovado-oblonga a ovado-lanceolada, com glândulas e pêlos regularmente distribuídos, margens onduladas e suavemente serrilhadas. Lâmina 4 a 12 × 2,5 a 5 cm, com venação pinada, pilosa e muito visível, sobretudo na face inferior. Os ramos novos são pubescentes.
As flores são unissexuais, pequenas, com as masculinas em cachos de 3 flores, pouco pediceladas, com numerosos estames, e as femininas dispostas em cachos de 3 flores em inflorescências suportadas por um pedúnculo de 1 cm de comprimento. Floresce entre outubro e novembro.
O fruto é constituído por uma cúpula de 4 valvas estreitas, dentro das quais se encontram 2 a 3 nozes amareladas, com 6 mm de comprimento, um pouco peludas, sendo as duas inferiores triangulares, trialadas e a interior plana, bialada. Os frutos amadurecem entre março e abril.

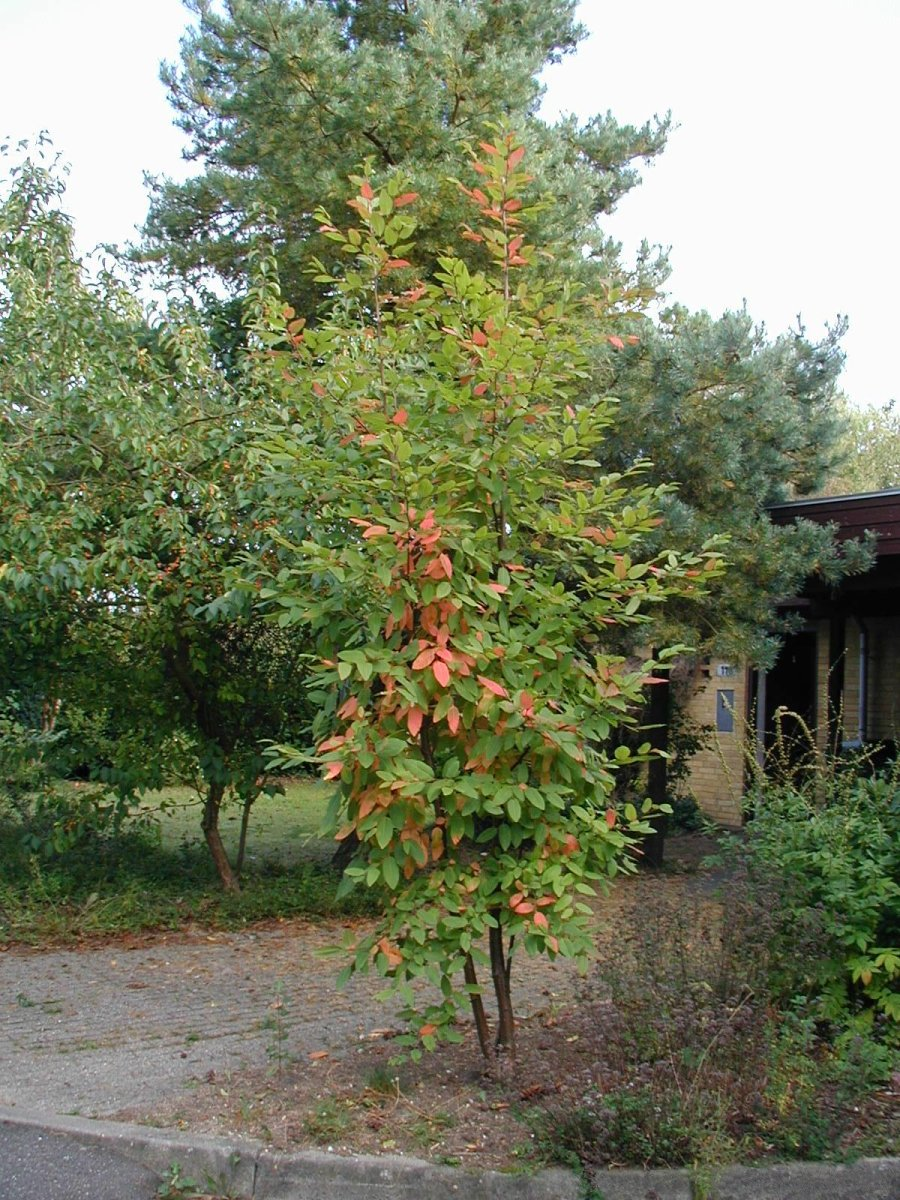
Árvore juvenil..
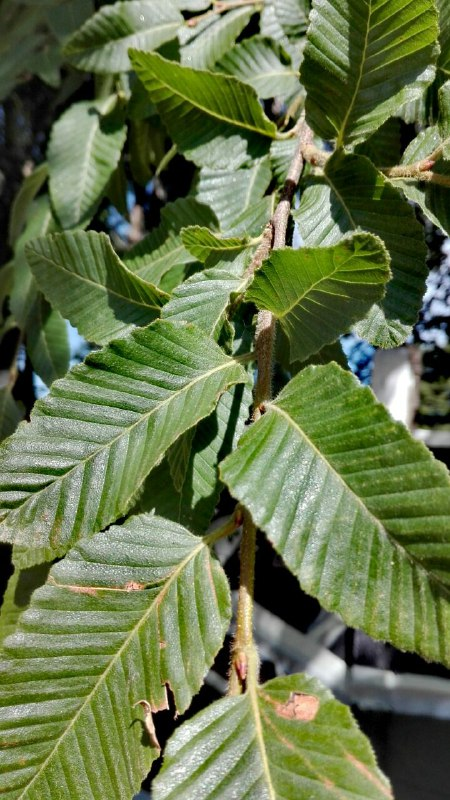
Folhas de N. alpina.
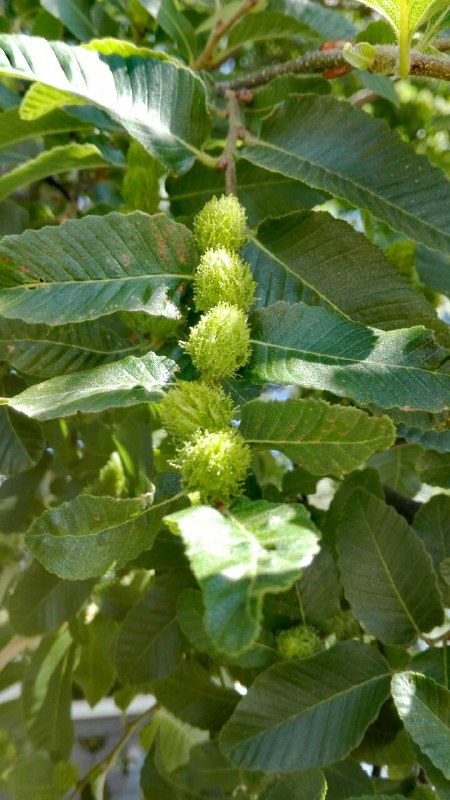
Flores de N. alpina.

### Distribuição
Nothofagus alpina ocorre nas florestas caducifólias, nas florestas de laurissilva e nas florestas andino-patagónicas do Chile (Região do Maule e Região do Biobío) e da Argentina (Província de Neuquén). Também foi encontrada na cordilheira costeira do centro do Chile.
A sua distribuição na Argentina é muito pequena e relativamente fragmentada. Abrange uma estreita faixa entre 39º 25' S e 40º 35' S que não ultrapassa 40 km de largura máxima, seguindo os vales das diferentes bacias lacustres de origem glacial.

## Taxonomia
A espécie Nothofagus alpina foi descrita por (Poepp. & Endl.) Oerst. e publicada em Kongelige Danske videnskabernes Selskabs Skrifter, Naturvidenskabeli Mathematisk Afdeling 9: 354. 1871. A etimologia do nome genérico
Nothofagus assenta nos termos do neo-hlénicos notho,  "falso" e fagus = "faia", literalmente "falsa faia". O epíteto específico alpina é um epíteto geográfico que alude à sua localização nas montanhas.
A espécie apresenta uma abundante sinonímia taxonómica:
- Fagus alpina Poepp. & Endl., Nov. Gen. Sp. Pl. 2: 69 (1838). basónimo
- Fagus procera Poepp. & Endl., Nov. Gen. Sp. Pl. 2: 69 (1838), nom. illeg.
- Fagus nervosa Phil., Linnaea 29: 43 (1858).
- Nothofagus procera Oerst., Bidr. Egefam.: 24 (1872).
- Nothofagus nervosa (Phil.) Krasser, Ann. K. K. Naturhist. Hofmus. 11: 163 (1896).[6][7]

## Usos
A espécie produz madeira de excelente qualidade, de grão fino e belo tom rosado, (0,6 kg/dm³) muito utilizado em todos os tipos de construção, especialmente em "rucas" ou "cabanas".
Foi introduzida como ornamental nas ilhas Britânicas e cresce bem no oeste da Escócia, onde recebe a precipitação necessária para um bom crescimento, com um mínimo de 750 mm anuais. É uma árvore muito promissora para a reflorestação na Grã-Bretanha, onde se regenera muito rapidamente por toiça após corte. Espécimes de diferentes partes do seu ambiente natural foram testados em cultivo na Escócia, dos quais os originários de Província de Neuquén, Argentina, foram os mais resistentes ao frio. A seleção de Malleco, Chile, foi a introduzida nas ilhas Britânicas que deu os primeiros bons resultados.
Foi também introduzida na costa norte do Pacífico dos Estados Unidos. e também na Noruega.
Existem híbridos com a espécie N. obliqua.